# Heinrich von Leipzig (Amtshauptmann)
Heinrich von Leipzig, auch Leipziger (* um 1550, † 1622)  war ein kursächsischer Beamter. Er war zu Beginn des 17. Jahrhunderts Amtshauptmann zu Torgau und Liebenwerda sowie Rittergutsbesitzer.

## Leben
Er stammte aus der Zwethau-Friederisdorfer Linie des sächsischen Adelsgeschlechts Leipzig, das sich nach der gleichnamigen Messestadt benannte. Nach der schulischen Ausbildung schlug Heinrich von Leipzig eine Verwaltungslaufbahn im Dienst des Kurfürsten Johann Georg I. von Sachsen ein. Er wurde Amtshauptmann der kursächsischen Ämter Torgau und Liebenwerda. Nach anderen Angaben war Heinrich von Leipzig auch Amtshauptmann in Wurzen.
Er wurde auch Besitzer der Rittergüter Wesenig, Bennewitz und Leipnitz. Das bei Dahlenberg gelegene Vorwerk Leipnitz im Kreisamt Wittenberg hatte er am 6. Oktober 1618 in Torgau von Hans Löser erworben, der das Erbmarschallamt im Kurfürstentum Sachsen innehatte. Die amtliche Belehnung damit erfolgte durch Kurfürst Johann Georg I. von Sachsen am 19. März 1619. Nach Tod von Leipzig 1622 führte offenbar seine Frau für die Kinder die Güter weiter. Da diese wohl vor ihr verstarben wurden 1644 seine beiden Vetter Wolf Christoph und Georg Friedrich von Leipzig, Söhne von Hans Heinrich von Leipzig auf Zwethau, mit Leipnitz belehnt.
Ein trauriges Schicksal hatte derweilen das Rittergut der Familie in Bennewitz genommen, das gemeinsam mit dem Dorf im Dreißigjährigen Krieg geplündert und teilweise zerstört wurde. Im Jahre 1637 lag das Dorf wüst und der Edelhof war niedergerissen.
Nach dem Erwerb des Vorwerkes Leipnitz hatte von Leipzig 1620 für die dafür zuständige Kirche Dahlenberg ein großes hölzernes Stifterretabel anfertigen lassen. Davon ist jedoch nur noch neben dem großen Hauptgemälde eine darunter befindliche Abendmahldarstellung erhalten. Das Hauptgemälde zeigt die Kreuzigung Christi, worunter sich die Darstellung der Familie von Leipzig befindet. Neben ihm waren das seine Frau Sophie geb. von Holtzendorf, drei Söhne sowie vier Mädchen (eins verstorben).
Eine auch als Ehefrau erwähnte Maria von Scheiding aus dem Haus Schenkenberg könnte mit ihm eventuell in erster Ehe vermählt gewesen sein.
Stellanus von Leipzig wird als sein ältester Sohn bezeichnet.
Heinrich von Leipzigs Nachfolger als Amtshauptmann in Torgau wurde Kraft von Bodenhausen. Im 18. Jahrhundert wurde mit Christoph Heinrich von Leipziger erneut ein Vertreter der Familie von Leipzig(er) Amtshauptmann in Torgau.